# Mirocaris
Mirocaris is een geslacht van kreeftachtigen uit de klasse van de Malacostraca (hogere kreeftachtigen).

## Soorten
- Mirocaris fortunata (Martin & Christiansen, 1995)
- Mirocaris indica Komai, Martin, Zala, Tsuchida & Hashimoto, 2006